# Army Man (tạp chí)
Army Man (khẩu hiệu: "Chỉ có tạp chí của Mỹ") là tạp chí hài tồn tại trong một thời gian ngắn do George Meyer, tác giả nổi tiếng của The Simpsons sáng lập và xuất bản vào cuối thập niên 1980.
Tạp chí bao gồm chủ yếu là các câu chuyện cười cực ngắn và rất siêu thực, cùng với một số phim hoạt hình. Mỗi số của tạp chí đều khắc họa đến sự "suy nghĩ sâu xa" của Jack Handey, cũng như các bài khác do chính ông viết.
Mặc dù Army Man chưa bao giờ được phân phối rộng rãi, nhưng nó cũng thu được rất nhiều sự chú ý trong thế giới hài hước. Hai trong số tác giả của Army Man là John Swartzwelder và Jon Vitti, đã được chọn cùng với Meyer là một phần của đội ngũ viết kịch bản nguyên gốc của The Simpsons bởi nhà phát triển của chương trình và người săn tin chương trình là Sam Simon, một fan hâm mộ lớn của tạp chí. Cuối cùng các tác giả viết bài cho Army Man cũng viết bài cho The Simpsons vào mùa giải sau đó, bao gồm David Sacks, Ian Maxtone-Graham, Tom Gammill, Max Pross, Kevin Curran và Billy Kimball.
Các cộng tác viên đáng chú ý khác của tạp chí này bao gồm Andy Borowitz, Andy Breckman, Roz Chast, Spike Feresten (trong phần giới thiệu đội ngũ nhân viên ghi là Mike Feresten), Ian Frazier, Ann Hodgman, Mitchell Kriegman, Merrill Markoe, Patricia Marx, Bob Odenkirk, Mark O'Donnell và David Owen. Các tác giả ở trên thường là người mà Meyer quen biết từ những năm ông ở tại Harvard Lampoon hoặc người làm việc với ông trong chương trình truyền hình như Late Night with David Letterman, The New Show, Not Necessarily The News và Saturday Night Live.  
Chỉ có ba số của tạp chí là được xuất bản. Số đầu tiên được in lại và gộp luôn cả số tháng 9 năm 2004 của tờ The Believer, trong đó có cuộc phỏng vấn với Meyer và Frazier.

## Đoạn trích
- CÂU CHUYỆN "LAKELY"
Bạn tôi từ Michigan nói rằng nếu bạn đẩy tất cả các Hồ Nước Lớn lại với nhau chúng sẽ được rộng lớn như Địa Trung Hải. Tôi nói, tại sao phải bận tâm?

- CÔ DÂU: (lặng lẽ, nước mắt) Thưa quý vị... Tôi sợ sẽ không có một đám cưới sau khi tất cả. Bởi vì, bạn nhìn thấy... chồng chưa cưới của tôi đã... đã chết.
HECKLER TỪ HÀNG GHẾ SAU: Louder!
CÔ DÂU: (to tiếng, gần như cuồng loạn) chồng chưa cưới của tôi đã chết!
HECKLER KHÁC: buồn cười!

- VẬT NUÔI TỨC GIẬN
Nếu có một điều mà thực sự khiến tôi kêu lên, thì đó là sự vô vọng và phù phiếm của hoàn cảnh con người.

- CẦN
Cái mà đất nước này cần là năm trăm chiếc xe thể thao tốt (tham khảo một trích dẫn nội dung từ bài viết nổi tiếng của cựu Phó Tổng thống Mỹ Thomas R. Marshall là người đã bị cáo buộc nhận xét: "cái mà đất nước này cần là một điếu xì gà năm phần trăm thật tốt.").